# 松下まゆみ
松下 まゆみ（まつした まゆみ、1981年2月4日 - ）は、奈良県出身の日本のモデル、タレントである。フロンティアコーポレーション所属。

## 略歴
レースクイーンとしてデビューし、2005年にスーパー耐久「ネストwithアペルＹＨ」、2006年にSUPER GT「ケルヒャーサーキットレディ」、2007年にSUPER GT「BANDAIバクシードガールズ」の一員として活動した。
RQ卒業後はカート実況アナウンサーとして活躍する他、2014年と2015年にはZFモータースポーツアンバサダーも務めた。

## 人物
- 小学生の頃から水泳を習い、大会で優勝した[3]。

## イベント出演
- MO 大阪モーターショー
- MO 東京オートサロン／大阪オートメッセ
- MC 東京モーターショー
- NA フィッシングショー

### 雑誌グラビア
- RUG CAR 表紙モデル
- D CAR 表紙モデル

### テレビ
- テレビ大阪「走改☆車楽!」レギュラーリポーター
- 関西テレビ「SOLD OUT」特番アシスタント

### ラジオ
- FM OSAKA「高見こころの危険な妹たち」レギュラー

### CM
- ルミナス神戸2 ルミナス神戸2
- ガン ガン ガンプラガンプラ

### インターネット
- ロード・オブ・ザ・リングス・オンライン　イメージガール（指輪っ娘） 共演：水谷さくら、永田美穂、石原啓子[4]

### 動画
1. ↑  ※音量注意※『どすこいCUP』実況してきました! - YouTube（2021年4月24日）2021年11月23日閲覧。
2. ↑  ZFモータースポーツアンバサダー・松下まゆみのSUPER GTナビ - YouTube（2015年4月20日）2021年11月23日閲覧。